# Colladonus belli
Colladonus belli är en insektsart som beskrevs av Philip Reese Uhler 1877. Colladonus belli ingår i släktet Colladonus och familjen dvärgstritar. Inga underarter finns listade i Catalogue of Life.